# Rygeost
Rygeost (også røgeost eller røgost) er en surmælksost, som saltes og krydres med kommen, og ryges med halm eller brændenælder.
Osten, der er en gammel dansk specialitet, kendes især fra Fyn, og den er den eneste helt originale ostetype af dansk oprindelse, dvs. den eneste ost, som er opfundet i Danmark uden inspiration fra udenlandske oste.
Almindeligvis drysses efter rygning med hele kommenfrø.
Gundestrup Mejeri vandt i 2016 anerkendelse for deres rygeostarrangement Sol over Gundestrup.